# Otiothops hoeferi
Otiothops hoeferi is een spinnensoort uit de familie Palpimanidae. De soort komt voor in Brazilië.